# 1961 en musique
| \| • Retour à la chronologie générale de la musique populaire • \| |
| XXIe siècle • XXe siècle • XIXe siècle • XVIIIe siècle XVIIe siècle • XVIe siècle • XVe siècle • XIVe siècle XIIIe siècle • XIIe siècle • XIe siècle • Xe siècle IXe siècle • VIIIe siècle • Haut Moyen Âge • Rome • Grèce |
| • Retour à la chronologie générale de la musique populaire • |

| • Retour à la chronologie générale de la musique populaire • |

| Années de la musique populaire : 1958 - 1959 - 1960 - 1961 - 1962 - 1963 - 1964    |
| Décennies de la musique populaire : 1930 - 1940 - 1950 - 1960 - 1970 - 1980 - 1990 |

Cet article présente les faits marquants de l'année 1961 en musique.

## Évènements
- janvier : sortie du premier disque des Chaussettes noires, premier groupe de rock en France, avec au chant Eddy Mitchell.
- 24 février : Premier festival international de rock à Paris, en présence notable de Johnny Hallyday, des Chaussettes Noires et Frankie Jordan.
- 3 avril : Rencontre entre Louis Armstrong et Duke Ellington, qui enregistrent The Great Reunion.
- 30 mai : première de l'émission de télévision Âge tendre et tête de bois, diffusée sur la RTF Télévision puis sur la première chaîne de l'ORTF.
- 20 septembre - 9 octobre : Johnny Hallyday est le premier artiste de sa génération à se produire en vedette à l'Olympia de Paris, où il lance le twist en France.
- João Gilberto adapte sur un rythme de bossa nova la chanson italienne Estate, qui deviendra un standard de jazz international.

## Disques sortis en 1961
- Albums sortis en 1961
- Singles sortis en 1961

## Succès de l'année en France
- Et maintenant - Gilbert Bécaud
- Nous les amoureux - Jean-Claude Pascal
- Les Fiancés d'Auvergne - André Verchuren
- Il faut savoir - Charles Aznavour
- L'Auto-circulation - Henri Tisot
- Est-ce ainsi que les hommes vivent ? - Léo Ferré
- Non, je ne regrette rien - Édith Piaf
- Tu parles trop - Johnny Hallyday - Richard Anthony - Les Chaussettes noires
- Be Bop a Lula (version française) - Les Chaussettes noires
- Santiano - Hugues Aufray
- Daniela - Les Chaussettes noires
- Oui mon cher -  Johnny Hallyday
- Deux enfants au soleil - Jean Ferrat
- Viens danser le twist-Let's Twist Again - Johnny Hallyday
- Thank you Satan - Léo Ferré
- Dactylo rock - Les Chaussettes noires
- Garde-moi la dernière danse - Dalida
- Eddie soit bon - Les Chaussettes noires
- Ma Môme - Jean Ferrat
- Il faut saisir sa chance - Johnny Hallyday
- L'affiche rouge - Léo Ferré
- Retiens la nuit - Johnny Hallyday

## Succès internationaux de l’année
Cette liste présente, par ordre alphabétique, les trente titres et albums ayant eu le plus de succès dans les charts internationaux en 1961,.

### Singles
- Ben E. King : Stand by me
- Bert Kaempfert : Wonderland by night
- Bob Moore : Mexico
- Bobby Lewis : Tossing & turning
- Bobby Vee : Take good care of my baby
- Buzz Clifford : Baby Sittin' Boogie
- Chubby Checker : Let's Twist Again
- Dave Brubeck : Take Five
- Del Shannon : Runaway
- Dion : Runaround Sue
- Elvis Presley : Surrender
- Elvis Presley : Wooden Heart
- Elvis Presley : Little Sister
- Elvis Presley : (Marie's the name) His latest flame
- Etta James : At last
- Helen Shapiro : Walkin' back to happiness
- Henry Mancini : Moon River
- The Highwaymen : Michael Row the Boat
- Jimmy Dean : Big Bad John
- Patsy Cline : Crazy
- Ray Charles : Hit the Road Jack
- Ricky Nelson : Hello Mary Lou
- Ricky Nelson : Travellin' man
- Roy Orbison : Crying
- Roy Orbison : Running Scared
- String-A-Longs : Wheels
- The Everly Brothers : Walk right back
- The Marcels : Blue Moon
- The Marvelettes : Please Mr. Postman
- The Tokens : The Lion Sleeps Tonight

### Albums
- Bert Kaempfert : Wonderland by night
- Bill Evans : Sunday at the Village Vanguard
- Bill Evans : Waltz for Debby
- Bob Newhart : The Button-down Mind Strikes Back!
- Camelot
- Carnival!
- Elvis Presley : Blue Hawaii
- Elvis Presley : Something for Everybody
- Elvis Presley : His Hand in Mine
- Elvis Presley : Jailhouse Rock
- Enoch Light : Stereo 35mm
- Etta James : At Last!
- Exodus
- Frank Sinatra : Ring-a-ding Ding!
- Frank Sinatra : Sinatra's Swingin' Session!
- Frank Sinatra : Sinatra Swings
- Great Motion Picture Themes
- Harry Belafonte : Jump up Calypso
- Jamais le dimanche
- John Coltrane : My favorite things
- Judy Garland : Judy at Carnegie Hall
- Lawrence Welk : Calcutta!
- Mantovani : Exodus
- Ray Charles : Genius + Soul = Jazz
- Ray Conniff : Memories are made of this
- Robert Johnson : King of the Delta Blues Singers, Volume 1
- Stan Getz & Eddie Sauter : Focus
- Stars for a Summer Night
- The Shadows : The Shadows
- Thelonious Monk & John Coltrane : Thelonious Monk with John Coltrane

## Récompenses
- États-Unis : 4e cérémonie des Grammy Awards
- Europe : Concours Eurovision de la chanson 1961

## Formations de groupes
- Groupe de musique formé en 1961

## Naissances
- 17 mai : Eithne Patricia Ní Bhraonáin, dite Enya, chanteuse, compositrice et musicienne irlandaise.
- 8 juillet : Andrew Fletcher, synthétiseur et membre du groupe Depeche Mode († 26 mai 2022).
- 23 juillet : Martin L. Gore, chanteur, parolier, guitariste et clavériste du groupe Depeche Mode.
- 8 août : The Edge, guitariste du groupe de rock irlandais U2
- 12 septembre : Mylène Farmer, autrice-compositrice-interprète et actrice française
- 25 octobre : Chad Smith, batteur du groupe de rock californien Red Hot Chili Peppers
- 6 novembre : Florent Pagny, chanteur et acteur français
- 13 septembre : Dave Mustaine, leader, chanteur et guitariste du groupe de thrash metal Megadeth, guitariste du groupe Metallica, et leader et guitariste du groupe MD.45
- 31 octobre : Larry Mullen Junior, batteur du groupe de rock irlandais U2
- 18 décembre : Angie Stone, actrice et chanteuse américaine († 1er mars 2025).

## Décès
- 1er août : Gambar Huseynli, compositeur azerbaïdjanais († 16 avril 1916).
- 15 août : Stick McGhee, chanteur de rhythm and blues américain